# خانه تدین
خانه تدین مربوط به دوره قاجار است و در اصفهان، خیابان عبدالرزاق، بازارچه حاج محمدجعفر، بن‌بست فشارکی واقع شده و این اثر در تاریخ ۱۱ مرداد ۱۳۸۴ با شمارهٔ ثبت ۱۲۳۰۷ به‌عنوان یکی از آثار ملی ایران به ثبت رسیده است.